# Kate Slatter
Kate Elizabeth Slatter (Adelaide, 10 november 1971) is een Australisch voormalig roeister. Slatter maakte haar debuut met een achtste plaats in de vier-zonder-stuurvrouw en een twaalfde plaats in de acht tijdens de wereldkampioenschappen roeien 1991. Een jaar later behaalde Slatter een zesde plaats in de vier-zonder-stuurvrouw tijdens de Olympische Zomerspelen 1992. Tijdens de wereldkampioenschappen roeien 1994 behaalde Slatter haar eerste medaille namelijk een bronzen medaille in de vier-zonder-stuurvrouw. Een jaar later werd Slatter wereldkampioen in de twee-zonder-stuurvrouw. Slatter behaalde haar grootste succes met het winnen van olympisch goud in de twee-zonder-stuurvrouw in  1996. Slatter sloot haar carrière af met een zilveren medaille in de twee-zonder-stuurvrouw tijdens de Olympische Zomerspelen 2000.

## Resultaten
- Wereldkampioenschappen roeien 1991 in Wenen 8e in de vier-zonder-stuurvrouw
- Wereldkampioenschappen roeien 1991 in Wenen 12e in de acht
- Olympische Zomerspelen 1992 in Barcelona 6e in de vier-zonder-stuurvrouw
- Wereldkampioenschappen roeien 1993 in Račice 6e in de vier-zonder-stuurvrouw
- Wereldkampioenschappen roeien 1994 in Indianapolis  in de vier-zonder-stuurvrouw
- Wereldkampioenschappen roeien 1994 in Indianapolis 6e in de acht
- Wereldkampioenschappen roeien 1995 in Tampere  in de twee-zonder-stuurvrouw
- Wereldkampioenschappen roeien 1995 in Tampere 8e in de acht
- Olympische Zomerspelen 1996 in Atlanta  in de twee-zonder-stuurvrouw
- Wereldkampioenschappen roeien 1998 in Keulen 4e in de acht
- Wereldkampioenschappen roeien 1999 in St. Catharines  in de twee-zonder-stuurvrouw
- Olympische Zomerspelen 2000 in Sydney  in de twee-zonder-stuurvrouw

1976: Sijka Kelbetsjeva & Stojanka Groejtsjeva ·
1980: Ute Steindorf & Cornelia Klier ·
1984: Rodica Arba & Elena Horvat ·
1988: Rodica Arba & Olga Homeghi ·
1992: Marnie McBean & Kathleen Heddle ·
1996: Megan Still & Kate Slatter ·
2000: Georgeta Damian & Doina Ignat ·
2004: Georgeta Damian & Viorica Susanu ·
2008: Georgeta Andrunache-Damian & Viorica Susanu ·
2012: Helen Glover & Heather Stanning ·
2016: Helen Glover & Heather Stanning ·
2020: Grace Prendergast & Kerri Gowler ·
2024: Ymkje Clevering & Veronique Meester